# Résidence Fond'Roy
La résidence Fond’Roy est un immeuble d’habitation réalisé par le couple d'architectes Jean-Pierre Blondel et Odette Filippone faisant tous les deux partie du bureau A.U.A entre 1968 et 1972 à Uccle en Région de Bruxelles-Capitale en Belgique. Il s’inscrit dans le mouvement d’architecture moderniste de la construction de logements d’après-guerre.

## Localisation
L’immeuble d’habitation est situé avenue Fond’Roy au numéro 67 à Uccle, commune bruxelloise en Belgique à proximité du parc Fond’Roy. Ce nom de rue serait la déformation du néerlandais médiéval “Vronerode” qui veut dire “terrain par voie de corvées”. L’avenue est principalement composée de maisons unifamiliales et de quelques immeubles d’habitations comportant entre trois et dix appartements. Le terrain présente un fort dénivelé entre le niveau de la rue et le niveau des jardins.

## Histoire
La résidence fait l’objet d’une commande en 1968 par un groupe de sept amis qui avaient envie de vivre à proximité. Ils décident alors de se faire construire une copropriété pour y cohabiter avec leurs familles respectives. Parmi ces individus, nous retiendrons les noms de Pierre Didier et de Gérard Jonghen qui tiendront les postes de commanditaires. En 1972, chaque membre de ce groupe prend possession d’un appartement au sein de la résidence. Cette commande fait suite à la résidence des Terrasses qui avait été conçue quelque temps auparavant et pour le même promoteur d’un point de vue architectural.
La construction de l’immeuble s’achève en 1972 et s’inscrit dans une liste conséquente des œuvres architecturales du modernisme en Belgique.
Ces clients occupent ces appartements une bonne dizaine d’années, puis ils seront revendus un à un à de nouveaux propriétaires qui n’ont donc plus le même lien qu’au départ.

## Architecture

### La résidence
La résidence Fond’Roy est située Avenue Fond’Roy, parallèle à la chaussée de Waterloo. Elle abrite sept appartements unifamiliaux donnant sur des larges terrasses et des jardins communs. Les appartements du rez-de-chaussée sont en duplex et possèdent un accès au jardin partagé,  tandis que les autres appartements sont sous forme de simplexes et possédant plusieurs terrasses à différentes orientations. La particularité de la résidence est qu’elle est construite sur un fort dénivelé et en tenant compte des fortes courbes topographiques du terrain. De plus, elle possède une double orientation ce qui permet un ensoleillement continu durant la journée et pendant toute l’année dont les habitants peuvent profiter à travers les grandes baies ou fenêtres et les grandes terrasses.

### Le plan
Le plan se définit selon une trame orthogonale de 3,9 mètres par 3,9 mètres avec de nombreux décrochements ce qui amène une forme particulière et à des jeux de lumières. La circulation intérieure en revanche est centralisée. Un escalier principal et un ascenseur permettent de desservir l’intégralité des appartements et les communs. Le tout semble former une grande unité complexe mais qui s’articule de manière assez simple.

### Les façades
Les façades se dessinent en briques rouges non peintes et montées en maçonnerie. Les châssis sont pour la plupart d’origine en bois de méranti et peints avec de la lasure noire et accueillent de grandes baies vitrées ou de larges fenêtres.

### Les jardins et les terrasses
L’accès à la résidence se fait également par une zone de recul, dessinée très précisément, et qui guide l’usager jusqu’au hall d’entrée. Ce jardin avant est relié au grand parc partagé situé à l’arrière, par un escalier longeant la façade sud-ouest et desservant les terrasses des différents appartements. On retrouve alors au niveau des matérialités, cette brique rouge très imposante et qui inscrit le bâtiment dans son style moderniste, mais également le béton en gravier lavé utilisé principalement pour les dallages des terrasses, les bacs à fleur et les escaliers ou chemins extérieurs. Les terrasses sont également dotées de garde-corps en verre ce qui permet à nouveau une meilleure pénétration de la lumière et la création d’une profondeur et de vues continues.
Dans la conception d’origine, chaque baie était équipé de pare-soleil. Aujourd’hui, la plupart ont été enlevés.

### Intérieur
À l’intérieur, on retrouve cette brique rouge sur les parois  ainsi que des carreaux au sol dans les mêmes tons ce qui donne une ambiance chaude et unique. De plus, le mobilier est également dessiné par les architectes, on remarque alors une intelligence dans la conception des rangements dans les appartements.

### État
Globalement, la résidence est dans un état correct, cependant, des problèmes d’humidité persistent et posent certains problèmes de dégradation des murs, du béton, et d’infiltration dans les différents appartements et communs. Des travaux de restauration se mettent en place au fur et à mesure.